# Abbas Samimi
Abbas Samimi (perski عباس صمیمی, ur. 9 czerwca 1977 w Szahr-e Kord) – były irański lekkoatleta, dyskobol.
Dyskobolami są również jego młodsi bracia: Mohammad i Mahmoud.

## Osiągnięcia
- złoto mistrzostw Azji juniorów (Nowe Delhi 1996)[2]
- złoty medal igrzysk Azji zachodniej (Teheran 1997)[3]
- pięć medali mistrzostw Azji (w 2005 Samimi zajął 4. miejsce, jednak trzeci zawodnik konkursu – reprezentant Indii Anil Kumar został zdyskwalifikowany za doping, a jego rezultat z mistrzostw Azji anulowany[4])
- srebro igrzysk azjatyckich (Pusan 2002)

Samimi dwukrotnie reprezentował Iran podczas igrzysk olimpijskich (Ateny 2004 & Pekin 2008), w obu startach swój udział kończył na eliminacjach (29. i 26. miejsce).
Złoty medalista mistrzostw Iranu, Kataru (także w pchnięciu kulą) oraz Ukrainy.

## Rekordy życiowe
- rzut dyskiem – 64,98 (2004) były rekord Iranu